# بوليسوربات 80
بوليسوربات 80 عبارة عن مادة خافضة للتوتر السطحي غير أيونية ومستحلب غالبًا ما تستخدم في المستحضرات الصيدلانية والأطعمة ومستحضرات التجميل. هذا المركب الاصطناعي هو سائل أصفر لزج قابل للذوبان في الماء.

## الكيميائية
بوليسوربات 80 مشتق من سوربيتان متعدد الإيثوكسيلات وحمض الأوليك. المجموعات المحبة للماء في هذا المركب هي بولي إيثرات تعرف أيضًا باسم مجموعات بولي أوكسي إيثيلين، وهي عبارة عن بوليمرات أكسيد الإيثيلين. في تسمية بوليسوربات، يشير التعيين الرقمي التالي بوليسوربات إلى المجموعة المحبة للدهون، في هذه الحالة، حمض الأوليك.
الأسماء الكيميائية الكاملة لبوليسوربات 80 هي:
- بولي أوكسي إيثيلين (80) سوربيتان مونوليت
- (x) -sorbitan mono-9-octadecenoate poly (أوكسي-1،2-إيثانديل)

تم الإبلاغ عن تركيز micelle الحرج لبوليسوربات 80 في الماء النقي على أنه 0.012 ملي مولار.

## الاستخدامات

### الغذاء
يستخدم بوليسوربات 80 كمستحلب في الأطعمة.
على سبيل المثال، في الآيس كريم، يضاف بوليسوربات إلى تركيز 0.5٪ (حجم/حجم) لجعل الآيس كريم أكثر سلاسة وسهولة في التعامل معه، بالإضافة إلى زيادة مقاومته للذوبان. إضافة هذه المادة تمنع بروتينات الحليب من تغطية قطرات الدهون تمامًا. هذا يسمح لهم بالانضمام إلى السلاسل والشبكات، التي تحبس الهواء في الخليط، وتوفر قوامًا أقوى يحافظ على شكله عندما يذوب الآيس كريم.

## الصحة والجمال
يستخدم بوليسوربات 80 أيضًا كمادة خافضة للتوتر السطحي في الصابون ومستحضرات التجميل (بما في ذلك قطرات العين)، أو مذيب، كما هو الحال في غسول الفم. قد تحتوي الدرجة التجميلية لبوليسوربات 80 على شوائب أكثر من درجة الطعام.

## الطب
بوليسوربات 80 هو خافض للتوتر السطحي ومذيب للذوبان يستخدم في مجموعة متنوعة من المنتجات الصيدلانية الفموية والموضعية.
بوليسوربات 80 هو سواغ يستخدم لتثبيت التركيبات المائية للأدوية عن طريق الحقن، ويستخدم كمستحلب في صنع الأميودارون المضاد لاضطراب النظم. كما أنه يستخدم كسواغ في بعض لقاحات الأنفلونزا الأوروبية والكندية. تحتوي لقاحات الإنفلونزا على 2.5 ميكروغرام من بوليسوربات 80 لكل جرعة. تم العثور على بوليسوربات 80 في العديد من اللقاحات المستخدمة في الولايات المتحدة، بما في ذلك لقاح جونسون آند جونسون كوفيد-19. يتم استخدامه في استزراع المتفطرة السلية في مرق Middlebrook 7H9. كما أنه يستخدم كمستحلب في عقار إستراديول المنظم لهرمون الاستروجين.